# Ceratophyllus celsus
Ceratophyllus celsus är en loppart som beskrevs av Jordan 1926. Ceratophyllus celsus ingår i släktet Ceratophyllus och familjen fågelloppor.

## Underarter
Arten delas in i följande underarter:
- C. c. celsus
- C. c. apricus